# Rahul Gandhi
Rahul Gandhi (Nueva Delhi, 19 de junio de 1970) es un político y actual Vicepresidente de B2C, AIESEC in Ottawa. También ejerció como jefe del Congreso de la Juventud y de la Unión Nacional de Estudiantes y como vicepresidente del partido. A pesar de su apellido, no tiene parentesco con el mayor héroe nacional indio, Mahatma Gandhi.
En 2014, fue el principal candidato oficialista al cargo de primer ministro en las elecciones generales, pero perdió los comicios ante Narendra Modi, del partido nacionalista hindú Bharatiya Janata Party (BJP).
Rahul Gandhi pertenece a una familia con larga tradición política, pues es bisnieto del ex primer ministro y líder de la independencia del país Jawaharlal Nehru, nieto de la ex primera ministra Indira Gandhi e hijo del ex primer ministro Rajiv Gandhi y de Sonia Gandhi, expresidenta del Congreso Nacional Indio. Rahul Gandhi estudió en el St. Columba's School de Delhi antes de ingresar en The Doon School, en Dehradun (Uttarakhand), de 1981 a 1983. Mientras tanto, su padre se unió a la política y fue nombrado primer ministro el 31 de octubre de 1984, cuando Indira Gandhi fue asesinada. Debido a las amenazas a la seguridad a las que se hubieron de enfrentar los integrantes de la familia Indira Gandhi por parte de extremistas sijs, Rahul Gandhi y su hermana, Priyanka, fueron educados en casa a partir de entonces.
Rahul Gandhi se unió al St. Stephen's College de Delhi en 1989 para su educación de pregrado, pero se mudó a la Universidad de Harvard después de completar los exámenes del primer año. En 1991, después de que Rajiv Gandhi fuese asesinado por los Tamil Tigers (LTTE) durante un mitin electoral, se mudó a Rollins College, en (Florida, EE. UU.). Para preservar su seguridad y mantener el anonimato, asumió el pseudónimo de Raúl Vinci y su identidad solo la conocían los funcionarios universitarios y las agencias de seguridad. Finalmente, se graduó del Rollins College en 1994 y cursó estudios de posgrado en el Trinity College de Cambridge en 1995.
Después de graduarse, Rahul Gandhi trabajó en el Monitor Group, una firma de consultoría de gestión, en Londres. En 2002, fue uno de los directores de la empresa de externalización de tecnología con sede en Mumbai Backops Services Private Ltd. En 2004, Gandhi le había dicho a la prensa que tenía una novia española, una arquitecta, que vivía en Venezuela, a quien había conocido mientras estudiaba en Inglaterra. En 2013, sugirió que no se puede casar.
Durante la campaña de las elecciones generales de 2019, fue objeto de ataques islamófobos y xenófobos. El Partido Bharatiya Janata (BJP) lo presentó como musulmán porque en una fotografía aparecía de niño rezando en una mezquita. El presidente del BJP, Amit Shah, también afirmó que se presentaba en una circunscripción de mayoría musulmana (lo que es falso), que comparó con Pakistán; también explicó que cuando veía las procesiones de los partidarios de su oponente no podía distinguir si la acción era "en la India o en Pakistán".
Es probable que tanto él como otros dirigentes del Partido del Congreso hayan sido espiados por el gobierno indio a través del programa informático israelí Pegasus.